# Bloemfontein
Bloemfontein là thành phố ở Nam Phi, thủ đô tư pháp của quốc gia này, đồng thời là thủ phủ của tỉnh Free State. Tên gọi thành phố này có nghĩa là "đài phun nước", là nơi có cảnh thiên nhiên đẹp. Đây là một trung tâm giao thông với nhiều tuyến đường sắt, có sân bay kết nối nhiều thành phố khác ở châu Phi và Nam Phi. Xung quanh Bloemfontein là các vùng nông trang, khai khoáng. Công nghiệp chính của thành phố Bloemfontein gồm: ngành xe lửa, luyện kim, chế biến thực phẩm, đồ gỗ, thủy tinh. Tòa đại hình tối cao Nam Phi nằm ở đây. Thành phố này có Đại học Orange Free State thành lập năm 1855 và nhiều trường đại học khác. Bloemfontein được lập năm 1846 và là thủ đô của nước cộng hòa Afrikaner republic có tên là Orange Free State. Năm 1909, đây là nơi đàm phán cuối cùng giữa người Anh và người Africaner dẫn đến việc thành lập Liên hiệp Nam Phi vào năm sau.

## Khí hậu
| Dữ liệu khí hậu của Bloemfontein (1961−1990) | Dữ liệu khí hậu của Bloemfontein (1961−1990) | Dữ liệu khí hậu của Bloemfontein (1961−1990) | Dữ liệu khí hậu của Bloemfontein (1961−1990) | Dữ liệu khí hậu của Bloemfontein (1961−1990) | Dữ liệu khí hậu của Bloemfontein (1961−1990) | Dữ liệu khí hậu của Bloemfontein (1961−1990) | Dữ liệu khí hậu của Bloemfontein (1961−1990) | Dữ liệu khí hậu của Bloemfontein (1961−1990) | Dữ liệu khí hậu của Bloemfontein (1961−1990) | Dữ liệu khí hậu của Bloemfontein (1961−1990) | Dữ liệu khí hậu của Bloemfontein (1961−1990) | Dữ liệu khí hậu của Bloemfontein (1961−1990) | Dữ liệu khí hậu của Bloemfontein (1961−1990) |
| Tháng                                        | 1                                            | 2                                            | 3                                            | 4                                            | 5                                            | 6                                            | 7                                            | 8                                            | 9                                            | 10                                           | 11                                           | 12                                           | Năm                                          |
| -------------------------------------------- | -------------------------------------------- | -------------------------------------------- | -------------------------------------------- | -------------------------------------------- | -------------------------------------------- | -------------------------------------------- | -------------------------------------------- | -------------------------------------------- | -------------------------------------------- | -------------------------------------------- | -------------------------------------------- | -------------------------------------------- | -------------------------------------------- |
| Cao kỉ lục °C (°F)                           | 39.3 (102.7)                                 | 38.9 (102.0)                                 | 34.7 (94.5)                                  | 33.3 (91.9)                                  | 29.5 (85.1)                                  | 24.5 (76.1)                                  | 24.1 (75.4)                                  | 28.6 (83.5)                                  | 33.6 (92.5)                                  | 34.8 (94.6)                                  | 36.6 (97.9)                                  | 37.7 (99.9)                                  | 39.3 (102.7)                                 |
| Trung bình ngày tối đa °C (°F)               | 30.8 (87.4)                                  | 28.8 (83.8)                                  | 26.9 (80.4)                                  | 23.1 (73.6)                                  | 20.1 (68.2)                                  | 16.8 (62.2)                                  | 17.4 (63.3)                                  | 20.0 (68.0)                                  | 24.0 (75.2)                                  | 26.1 (79.0)                                  | 28.1 (82.6)                                  | 30.1 (86.2)                                  | 24.4 (75.9)                                  |
| Trung bình ngày °C (°F)                      | 22.8 (73.0)                                  | 21.4 (70.5)                                  | 19.2 (66.6)                                  | 14.9 (58.8)                                  | 10.7 (51.3)                                  | 6.9 (44.4)                                   | 7.2 (45.0)                                   | 10.1 (50.2)                                  | 14.6 (58.3)                                  | 17.5 (63.5)                                  | 19.9 (67.8)                                  | 21.9 (71.4)                                  | 15.6 (60.1)                                  |
| Tối thiểu trung bình ngày °C (°F)            | 15.3 (59.5)                                  | 14.7 (58.5)                                  | 12.4 (54.3)                                  | 7.7 (45.9)                                   | 2.5 (36.5)                                   | −1.5 (29.3)                                  | −1.9 (28.6)                                  | 0.5 (32.9)                                   | 5.2 (41.4)                                   | 9.1 (48.4)                                   | 11.7 (53.1)                                  | 13.8 (56.8)                                  | 7.5 (45.5)                                   |
| Thấp kỉ lục °C (°F)                          | 5.6 (42.1)                                   | 4.3 (39.7)                                   | 0.8 (33.4)                                   | −2.6 (27.3)                                  | −8.7 (16.3)                                  | −9.1 (15.6)                                  | −9.6 (14.7)                                  | −9.7 (14.5)                                  | −6.7 (19.9)                                  | −2.9 (26.8)                                  | −0.1 (31.8)                                  | 3.3 (37.9)                                   | −9.7 (14.5)                                  |
| Lượng Giáng thủy trung bình mm (inches)      | 83 (3.3)                                     | 111 (4.4)                                    | 72 (2.8)                                     | 56 (2.2)                                     | 17 (0.7)                                     | 12 (0.5)                                     | 8 (0.3)                                      | 15 (0.6)                                     | 24 (0.9)                                     | 43 (1.7)                                     | 58 (2.3)                                     | 60 (2.4)                                     | 559 (22.0)                                   |
| Số ngày giáng thủy trung bình (≥ 1.0 mm)     | 11                                           | 11                                           | 11                                           | 9                                            | 4                                            | 3                                            | 2                                            | 3                                            | 4                                            | 7                                            | 9                                            | 10                                           | 84                                           |
| Độ ẩm tương đối trung bình (%)               | 55                                           | 62                                           | 64                                           | 66                                           | 62                                           | 62                                           | 57                                           | 50                                           | 46                                           | 50                                           | 52                                           | 52                                           | 57                                           |
| Số giờ nắng trung bình tháng                 | 296.3                                        | 247.9                                        | 258.6                                        | 250.2                                        | 266.0                                        | 249.9                                        | 272.6                                        | 285.9                                        | 278.0                                        | 290.9                                        | 296.5                                        | 319.5                                        | 3.312,3                                      |
| Nguồn 1: NOAA                                |                                              |                                              |                                              |                                              |                                              |                                              |                                              |                                              |                                              |                                              |                                              |                                              |                                              |
| Nguồn 2: South African Weather Service       |                                              |                                              |                                              |                                              |                                              |                                              |                                              |                                              |                                              |                                              |                                              |                                              |                                              |

 Tư liệu liên quan tới Bloemfontein tại Wikimedia Commons